# 吕西安·德乌
吕西安·德乌（法語：Lucien Dehoux，1890年—1964年11月16日），生于布鲁塞尔，比利时男子竞技体操运动员。他曾代表比利时获得1920年夏季奥运会体操比赛男子团体瑞典式铜牌。他于1964年在法国芒通去世。